# Gazelka pręgogłowa
Gazelka pręgogłowa, dawniej: aul (Nanger soemmerringii) – gatunek ssaka parzystokopytnego z rodziny wołowatych.

## Występowanie i biotop
Obecny zasięg występowania gatunku obejmuje tereny Afryki Wschodniej (Dżibuti, Erytrea, Etiopia, Kenia, Somalia i Sudan). Jego siedliskiem są tereny porośnięte trawami i akacjami.

## Charakterystyka ogólna
| Podstawowe dane         | Podstawowe dane |
| ----------------------- | --------------- |
| Długość ciała           | 125–150 cm      |
| Wysokość w kłębie       | 85–92 cm        |
| Długość ogona           | 18–28 cm        |
| Masa ciała              | 35–45 kg        |
| Dojrzałość płciowa      | ok. 1,5 roku    |
| Ciąża                   | 198 dni         |
| Liczba młodych w miocie | 1               |
| Długość życia           | 14 lat          |

### Wygląd
Dolna część szyi i grzbiet są płowo ubarwione, podgardle białe. Na głowie widoczne są białe, czarne i brązowe pasy biegnące od czoła do nosa. Na pośladkach znajduje się białe lustro, szersze u góry. Ogon również biały z czarnym zakończeniem. U obojga płci występują lirowato wygięte rogi, u samców osiągające długość do 58 cm. Wierzchołki rogów są zwrócone do siebie.

### Tryb życia
Gatunek migrujący w poszukiwaniu pokarmu i wody. Samce są terytorialne. W okresie godowym toczą walki pomiędzy sobą. Gazelka pręgogłowa żyje w stadach złożonych z kilku-kilkunastu, rzadziej więcej osobników. Żywią się głównie trawami.

### Rozród
Samica rodzi 1 młode. Po porodzie ukrywa je w wysokiej trawie i oddala się, wracając jedynie w porze karmienia.

## Podgatunki
- G. soemmerringii soemmerringii Cretzschmar, 1828
- G. soemmerringii berberana Matschie, 1893
- G. soemmerringii butteri Thomas, 1904

## Znaczenie
Gazelki pręgogłowe stanowią pokarm wielu dużych ssaków drapieżnych (m.in.: gepard, likaon, lew, hiena).

## Zagrożenia i ochrona
Gatunek nie jest objęty konwencją waszyngtońską  CITES. W Czerwonej księdze gatunków zagrożonych Międzynarodowej Unii Ochrony Przyrody i Jej Zasobów został zaliczony do kategorii VU (vulnerable – narażony na wyginięcie).